# 情報処理隊
情報処理隊（じょうほうしょりたい、英語：Intelligence Analysis）とは、陸上自衛隊の情報科部隊であり、中央情報隊隷下の情報処理隊と各方面総監の指揮監督を受ける「方面情報処理隊」に区分される。

## 概要
情報処理隊は地誌、語学能力等に長けた隊員で構成され、中央情報隊情報処理隊長は1等陸佐（三）、方面情報処理隊長は2等陸佐が充てられる。
情報処理隊が設立される前は、連隊内に編成された情報中隊（小隊）、偵察隊等で収集していた情報が必ずしも上級・隣接部隊相互に流れていたわけではなかった。自衛隊の基本運用が統合運用体制へ移行する関係から、これらの部隊で収集した情報を方面単位で一括して処理、陸上幕僚監部および方面隊間で相互に共有することで同体制および即応態勢の強化を図る部隊の必要性から設立された。連隊以下の部隊（戦術レベル）で収集した情報をデータベース化・陸自指揮システムを介してリアルタイムで配信する。
陸上自衛隊では2005年（平成17年）3月新編の西部方面情報処理隊を皮切りに逐次方面情報処理隊の編成が行われ2009年（平成21年）3月に東北方面情報処理隊の新編され全方面隊への配置が完了した。2010年（平成22年）からは方面情報処理隊を母体に既存の情報部隊を整理統合する形で方面情報隊（Army Military Intelligence）への改編を進め、東北方面隊を除いて編成されている。方面情報隊長は防衛駐在官の経験を有する1等陸佐（二）が充てられ、方面情報隊本部、情報収集隊およびその他の部隊をもって組織される。

## 部隊編成

### 中央情報隊情報処理隊
中央情報隊情報処理隊は、2007年（平成19年）3月28日に新編された情報科部隊で陸上自衛隊朝霞駐屯地に駐屯する。基礎情報隊及び国際平和協力活動部隊等（一部は情報本部）からもたらされた情報を処理する。

### 方面情報処理隊
方面情報処理隊は、各方面隊の方面総監部所在駐屯地に駐屯していたが、北部、東部、中部、西部方面隊の情報処理隊は増強され方面情報隊に改編された。現存するのは東北方面情報処理隊のみ。

#### 方面情報処理隊の一覧
※太字は廃止部隊。
- 北部方面情報処理隊（札幌駐屯地）：2006年（平成18年）3月27日新編。2013年（平成25年）3月25日、廃止・翌日改編し、北部方面情報隊を札幌駐屯地に新編。
- 東北方面情報処理隊（仙台駐屯地）：2009年（平成21年）3月26日新編。
- 東部方面情報処理隊（朝霞駐屯地）：2008年（平成20年）3月26日新編。2025年（令和07年）3月23日、廃止・翌日改編し、東部方面情報隊を朝霞駐屯地に新編[1]。
- 中部方面情報処理隊（伊丹駐屯地）：2007年（平成19年）3月28日新編。2010年（平成22年）3月25日、廃止・翌日改編し、中部方面情報隊を伊丹駐屯地に新編。
- 西部方面情報処理隊（健軍駐屯地）：2005年（平成17年）3月28日新編。2010年（平成22年）3月25日、廃止・翌日改編し、西部方面情報隊を健軍駐屯地に新編。

## 沿革
- 2005年（平成17年）3月28日：西部方面情報処理隊が健軍駐屯地に新編。
- 2006年（平成18年）3月27日：北部方面情報処理隊が札幌駐屯地に新編。
- 2007年（平成19年）3月28日：部隊新編

1. 中央情報隊隷下に情報処理隊が市ヶ谷駐屯地に新編。
2. 中部方面情報処理隊が伊丹駐屯地に新編。

- 2008年（平成20年）3月26日：東部方面情報処理隊が朝霞駐屯地に新編。
- 2009年（平成21年）3月26日：東北方面情報処理隊が仙台駐屯地に新編。
- 2010年（平成22年）3月26日：部隊改編

1. 中部方面情報処理隊（伊丹駐屯地）が中部方面情報隊に改編[2]。
2. 西部方面情報処理隊（健軍駐屯地）が西部方面情報隊に改編。

- 2013年（平成25年）3月26日：北部方面情報処理隊（札幌駐屯地）が北部方面情報隊に改編[3]。
- 2018年（平成30年）3月27日：情報処理隊の上位部隊である中央情報隊の陸上総隊編入に伴い、防衛省市ヶ谷地区（市ヶ谷駐屯地）から朝霞駐屯地へ移駐。
- 2025年（令和07年）3月24日：東部方面情報処理隊（朝霞駐屯地）が東部方面情報隊に改編。

## 主要幹部
| 官職名       | 階級    | 氏名   | 補職発令日     | 前職                                   |
| ------------ | ------- | ------ | -------------- | -------------------------------------- |
| 情報処理隊長 | 1等陸佐 | 出口新 | 2025年03月24日 | 陸上幕僚監部指揮通信システム・情報部付 |

| 代 | 氏名       | 在職期間                        | 前職                                   | 後職                                            |
| -- | ---------- | ------------------------------- | -------------------------------------- | ----------------------------------------------- |
| 01 | 須田道夫   | 2007年03月28日 - 2008年11月30日 | 陸上自衛隊幹部学校付                   | 西部方面総監部調査部調査課長                    |
| 02 | 笠松誠     | 2008年12月01日 - 2010年07月31日 | 陸上自衛隊研究本部研究員               | 陸上自衛隊幹部学校学校教官                      |
| 03 | 若林賢     | 2010年08月01日 - 2012年03月31日 | 陸上自衛隊幹部学校付                   | 中部方面情報隊長                                |
| 04 | 大岡耕太郎 | 2012年04月01日 - 2013年11月30日 | 陸上自衛隊幹部学校学校教官             | 陸上幕僚監部運用支援・情報部 情報課情報保全室長 |
| 05 | 小出昌典   | 2013年12月01日 - 2016年07月31日 | 陸上自衛隊研究本部研究員               | 情報本部勤務                                    |
| 06 | 中川修     | 2016年08月01日 - 2018年07月31日 | 陸上幕僚監部運用支援・情報部付         | 陸上自衛隊情報学校主任教官                      |
| 07 | 山本幹二   | 2018年08月01日 - 2020年11月30日 | 陸上自衛隊情報学校主任教官             | 陸上幕僚監部指揮通信システム・情報部付          |
| 08 | 大山和伸   | 2020年12月01日 - 2022年12月22日 | 陸上自衛隊情報学校主任教官             | 陸上幕僚監部指揮通信システム・情報部付          |
| 09 | 溝上学     | 2022年12月23日 - 2025年03月23日 | 西部方面総監部情報部情報課長           | 第1高射特科群長                                 |
| 10 | 出口新     | 2025年03月24日 -                | 陸上幕僚監部指揮通信システム・情報部付 |                                                 |